# Schloss Montfort (Dordogne)

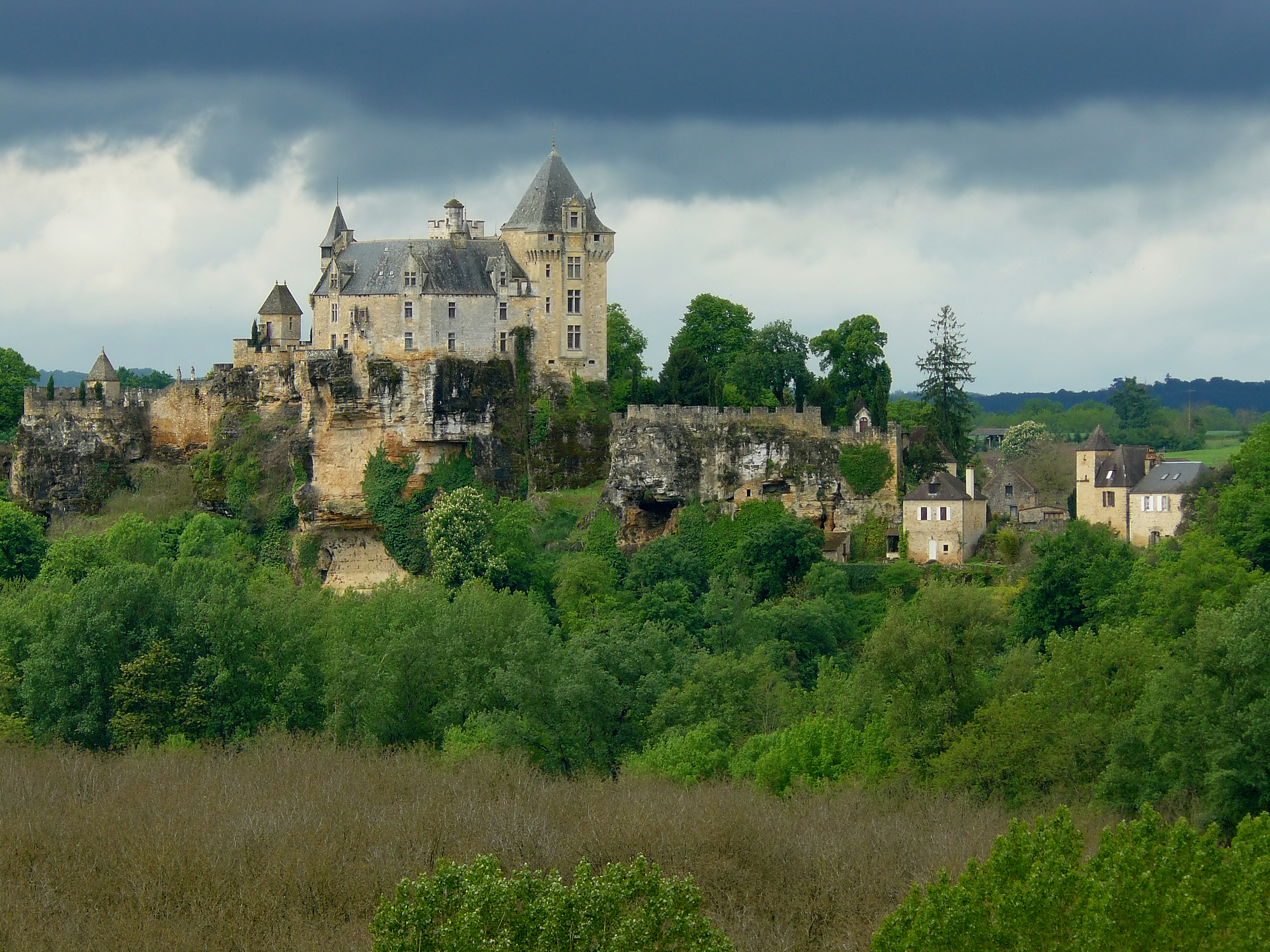
Schloss Montfort

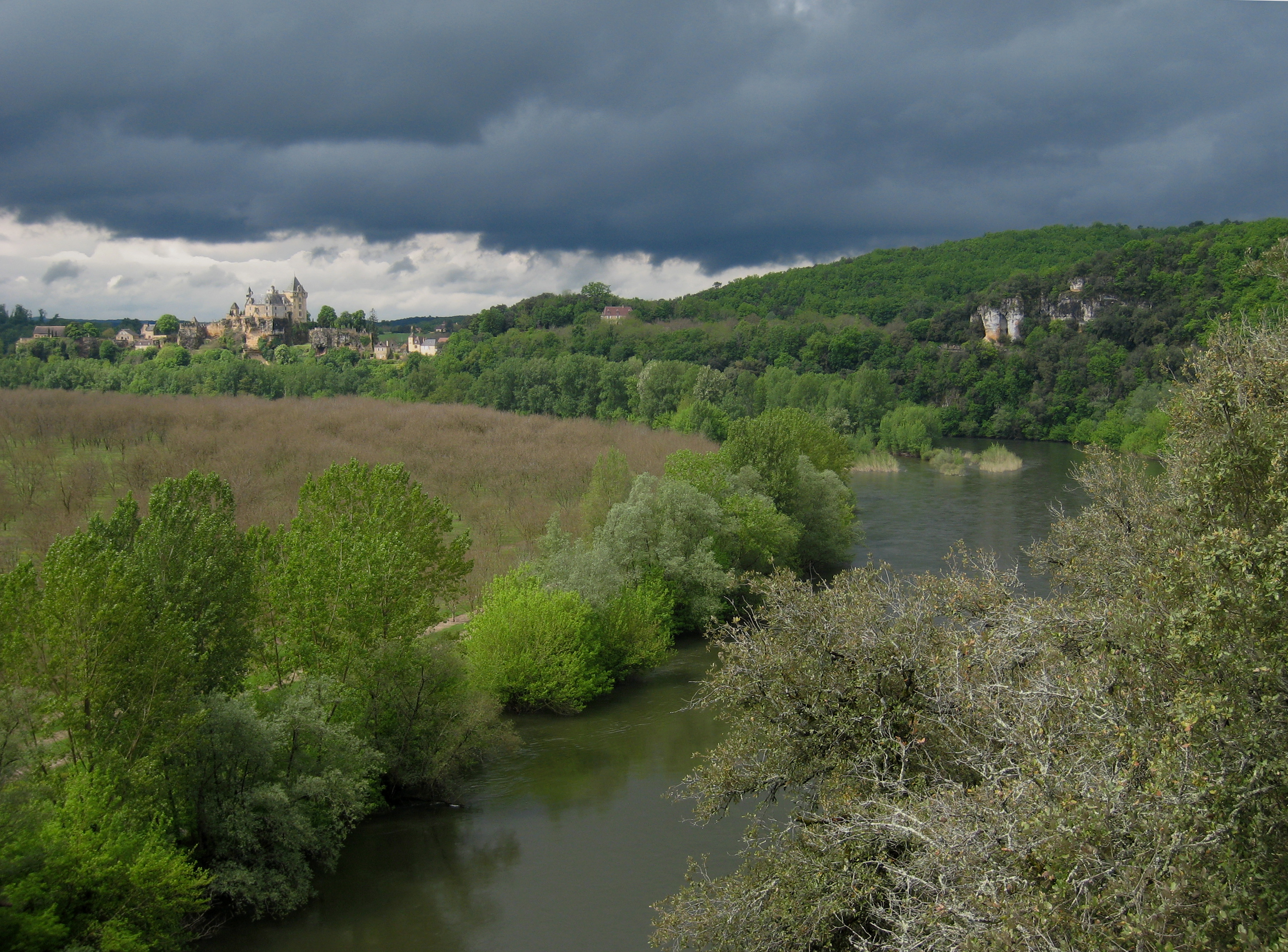
Cingle de Montfort

Das Schloss Montfort steht auf einem zerklüfteten Felsen, 90 Meter über der Dordogne, am Ende der berühmten Flussschleife „Cingle de Montfort“ auf dem Gebiet der Gemeinde Vitrac im französischen Département Dordogne.
Die Anlage liegt in einem von Umfassungsmauern umgebenen Park und wurde im 19. Jahrhundert umfangreich restauriert. Von den mittelalterlichen Vorgängerbauten ist nichts mehr erhalten. Die Ruine des linken Flügels wurde rekonstruiert, der Turm stammt noch aus dem 15. Jahrhundert, der Rest aus dem 16. Jahrhundert. Früher waren die mit Stücken aus der Zeit Ludwigs XIII. und Ludwigs XIV. möblierten Räume des Untergeschosses Besuchern zugänglich; jetzt ist Schloss Montfort nicht mehr zu besichtigen.
In seiner Geschichte wurde Schloss Montfort dreimal erobert, niedergebrannt und wieder aufgebaut. Im Albigenserkreuzzug im 13. Jahrhundert nahm Simon IV. de Montfort die Burg ein. Während des Hundertjährigen Krieges wurde das Schloss unter Ludwig XI. und dann unter Heinrich IV. zerstört.